# Stu Grimson
Stu Grimson (né le 20 mai 1965 à Vancouver en Colombie-Britannique au Canada) est un joueur professionnel de hockey sur glace. Il est surtout connu pour son rôle d'« enforcer » dans la Ligue nationale de hockey.

## Carrière en club
Il fait ses débuts dans la hockey junior en jouant dans la Western Hockey League en 1983-1984 en jouant pour les Pats de Regina. À la fin de sa première saison, il participe au repêchage d'entrée dans la Ligue nationale de hockey. Choisi par les Red Wings de Détroit en tant que 186e choix, il décide de ne pas rejoindre la LNH et continue deux saisons de plus dans la WHL. Il participe une nouvelle fois au repêchage en 1985 et cette fois-ci, c'est la franchise des Flames de Calgary qui le choisit en tant que 143e choix.
Encore une fois, il patiente et ne commence pas de suite dans la LNH. Il décide de continuer ses études et participe ainsi au championnat universitaire (NCAA) avec l' université du Manitoba avec les Manitoba Bisons. Par la suite, il joue deux saisons dans la Ligue internationale de hockey et déjà, il réalise des saisons avec de nombreuses minutes de pénalité (397 en 1988-89). À la fin de cette saison, il joue son premier et unique match de la saison avec les Flames. Lors de ce match, il enregistre cinq minutes de pénalité pour bagarre.
Il ne fait pas partie des plans de l'entraîneur des Flames qui possède un grand nombre d'attaquants et il est donc laissé libre. Récupéré par les Blackhawks de Chicago, il parvient petit à petit à se faire une place au sein de l'effectif des Blackhawks et parvient même à la finale de la Coupe Stanley en 1991-1992, finale perdue en quatre matchs contre les Penguins de Pittsburgh.
En juin 1993, la LNH décide d'accueillir deux nouvelles franchises et il est choisi lors du repêchage d'expansion par les Mighty Ducks d'Anaheim. Il prend  alors le rôle de protecteur pour Paul Kariya.
Il change une nouvelle fois d'équipe en 1995 et rejoint les Red Wings de Détroit pour trois saisons, puis il porte l'uniforme des Whalers de Hartford, celui des Hurricanes de la Caroline. Au sein, des Whalers, il développe une rivalité avec Krzysztof Oliwa des Devils du New Jersey, rivalité qui les fera s'affronter à de multiples reprises lors des saisons suivantes. En 1998, il est de retour à Anaheim pour deux nouvelles saisons. Deux ans plus tard, il met fin à sa carrière après deux nouvelles franchises de la LNH.
Il met fin à sa carrière d'enforcer avec 2 113 minutes de pénalité, parmi les joueurs les plus pénalisés de l'histoire de la LNH. Sa carrière prend fin après un combat contre Georges Laraque des Oilers d'Edmonton.
Après sa carrière de joueur, il finit ses études et obtient son diplôme de droit en décembre 2005 et en mars 2006, il rejoint l'Association des joueurs de la Ligue nationale de hockey.

## Statistiques
Pour les significations des abréviations, voir Statistiques du hockey sur glace.
| Saison     | Équipe                     | Ligue      |     | Saison régulière | Saison régulière | Saison régulière | Saison régulière | Saison régulière |   | Séries éliminatoires | Séries éliminatoires | Séries éliminatoires | Séries éliminatoires | Séries éliminatoires |
| Saison     | Équipe                     | Ligue      | PJ  | B                | A                | Pts              | Pun              | PJ               | B | A                    | Pts                  | Pun                  |                      |                      |
| 1982-1983  | Pats de Regina             | LHOu       | 48  | 0                | 1                | 1                | 105              | 5                | 0 | 0                    | 0                    | 14                   |                      |                      |
| 1983-1984  | Pats de Regina             | WHL        | 63  | 8                | 8                | 16               | 131              | 21               | 0 | 1                    | 1                    | 29                   |                      |                      |
| 1984-1985  | Pats de Regina             | WHL        | 71  | 24               | 32               | 56               | 248              | 8                | 1 | 2                    | 3                    | 14                   |                      |                      |
| 1985-1986  | Manitoba Bisons            | CIAU       | 15  | 8                | 5                | 13               | 133              |                  |   |                      |                      |                      |                      |                      |
| 1986-1987  | Manitoba Bisons            | CIAU       | 29  | 8                | 8                | 16               | 67               |                  |   |                      |                      |                      |                      |                      |
| 1987-1988  | Golden Eagles de Salt Lake | LIH        | 37  | 9                | 5                | 14               | 268              |                  |   |                      |                      |                      |                      |                      |
| 1988-1989  | Golden Eagles de Salt Lake | LIH        | 72  | 9                | 18               | 27               | 397              | 14               | 2 | 3                    | 5                    | 86                   |                      |                      |
| 1988-1989  | Flames de Calgary          | LNH        | 1   | 0                | 0                | 0                | 5                |                  |   |                      |                      |                      |                      |                      |
| 1989-1990  | Golden Eagles de Salt Lake | LIH        | 62  | 8                | 8                | 16               | 319              | 4                | 0 | 0                    | 0                    | 8                    |                      |                      |
| 1989-1990  | Flames de Calgary          | LNH        | 3   | 0                | 0                | 0                | 17               |                  |   |                      |                      |                      |                      |                      |
| 1990-1991  | Blackhawks de Chicago      | LNH        | 35  | 0                | 1                | 1                | 183              | 5                | 0 | 0                    | 0                    | 46                   |                      |                      |
| 1991-1992  | Ice d'Indianapolis         | LIH        | 5   | 1                | 1                | 2                | 17               |                  |   |                      |                      |                      |                      |                      |
| 1991-1992  | Blackhawks de Chicago      | LNH        | 54  | 2                | 2                | 4                | 234              | 14               | 0 | 1                    | 1                    | 10                   |                      |                      |
| 1992-1993  | Blackhawks de Chicago      | LNH        | 78  | 1                | 1                | 2                | 193              | 2                | 0 | 0                    | 0                    | 4                    |                      |                      |
| 1993-1994  | Mighty Ducks d'Anaheim     | LNH        | 77  | 1                | 5                | 6                | 199              |                  |   |                      |                      |                      |                      |                      |
| 1994-1995  | Mighty Ducks d'Anaheim     | LNH        | 31  | 0                | 1                | 1                | 110              |                  |   |                      |                      |                      |                      |                      |
| 1994-1995  | Red Wings de Détroit       | LNH        | 11  | 0                | 0                | 0                | 37               | 11               | 1 | 0                    | 1                    | 26                   |                      |                      |
| 1995-1996  | Red Wings de Détroit       | LNH        | 56  | 0                | 1                | 1                | 128              | 2                | 0 | 0                    | 0                    | 0                    |                      |                      |
| 1996-1997  | Red Wings de Détroit       | LNH        | 1   | 0                | 0                | 0                | 0                |                  |   |                      |                      |                      |                      |                      |
| 1996-1997  | Whalers de Hartford        | LNH        | 75  | 2                | 2                | 4                | 218              |                  |   |                      |                      |                      |                      |                      |
| 1997-1998  | Hurricanes de la Caroline  | LNH        | 82  | 3                | 4                | 7                | 204              |                  |   |                      |                      |                      |                      |                      |
| 1998-1999  | Mighty Ducks d'Anaheim     | LNH        | 73  | 3                | 0                | 3                | 158              | 3                | 0 | 0                    | 0                    | 30                   |                      |                      |
| 1999-2000  | Mighty Ducks d'Anaheim     | LNH        | 50  | 1                | 2                | 3                | 116              |                  |   |                      |                      |                      |                      |                      |
| 2000-2001  | Kings de Los Angeles       | LNH        | 72  | 3                | 2                | 5                | 235              | 5                | 0 | 0                    | 0                    | 4                    |                      |                      |
| 2001-2002  | Predators de Nashville     | LNH        | 30  | 1                | 1                | 2                | 76               |                  |   |                      |                      |                      |                      |                      |
| Totaux LNH | Totaux LNH                 | Totaux LNH | 729 | 17               | 22               | 39               | 2 113            | 42               | 1 | 1                    | 2                    | 120                  |                      |                      |